# Adoretus amitinus
Adoretus amitinus är en skalbaggsart som beskrevs av Hermann Julius Kolbe 1910. Adoretus amitinus ingår i släktet Adoretus och familjen Rutelidae. Inga underarter finns listade i Catalogue of Life.